# Mariakapel (Craubeek)

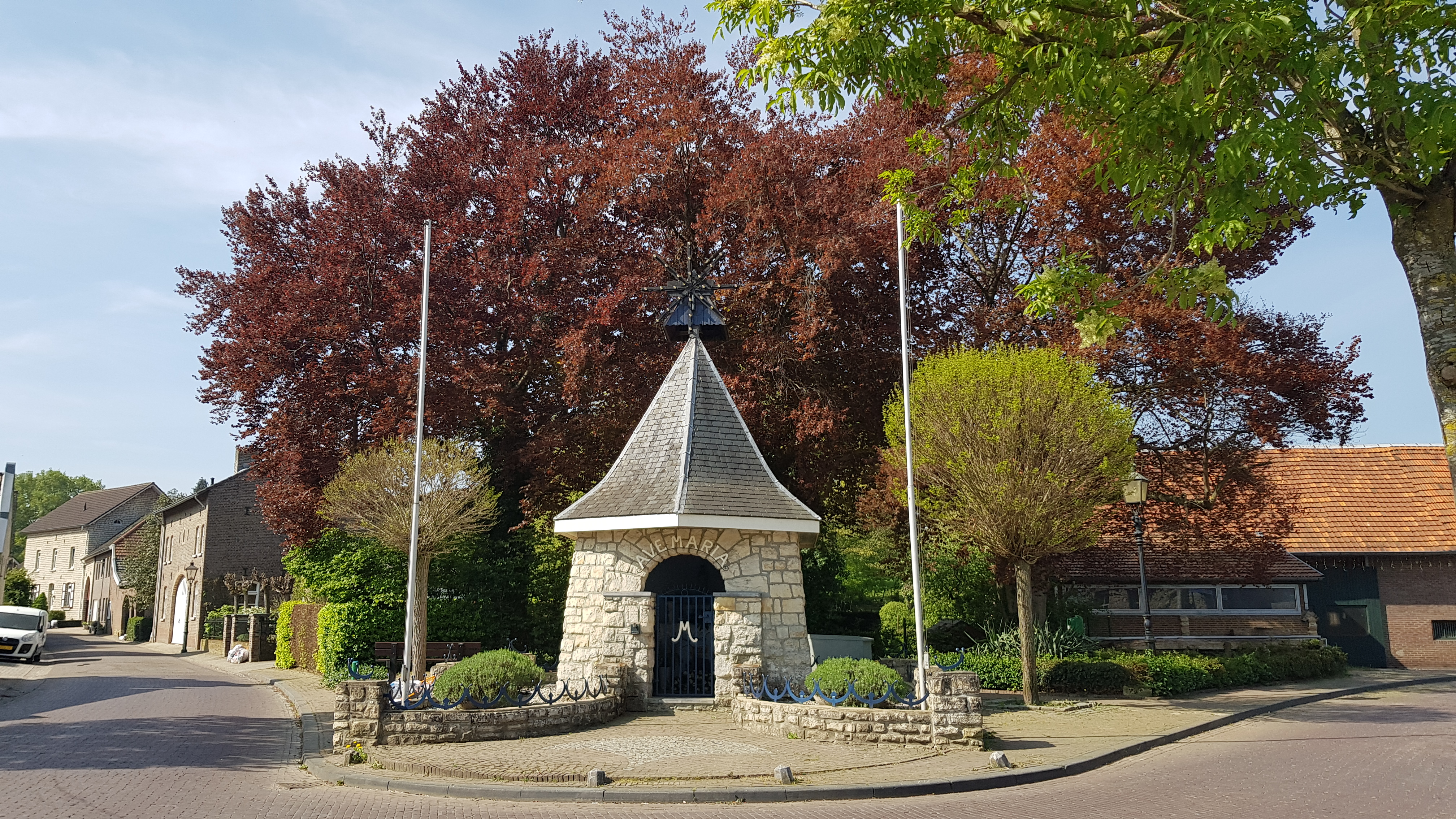
Mariakapel Craubeek

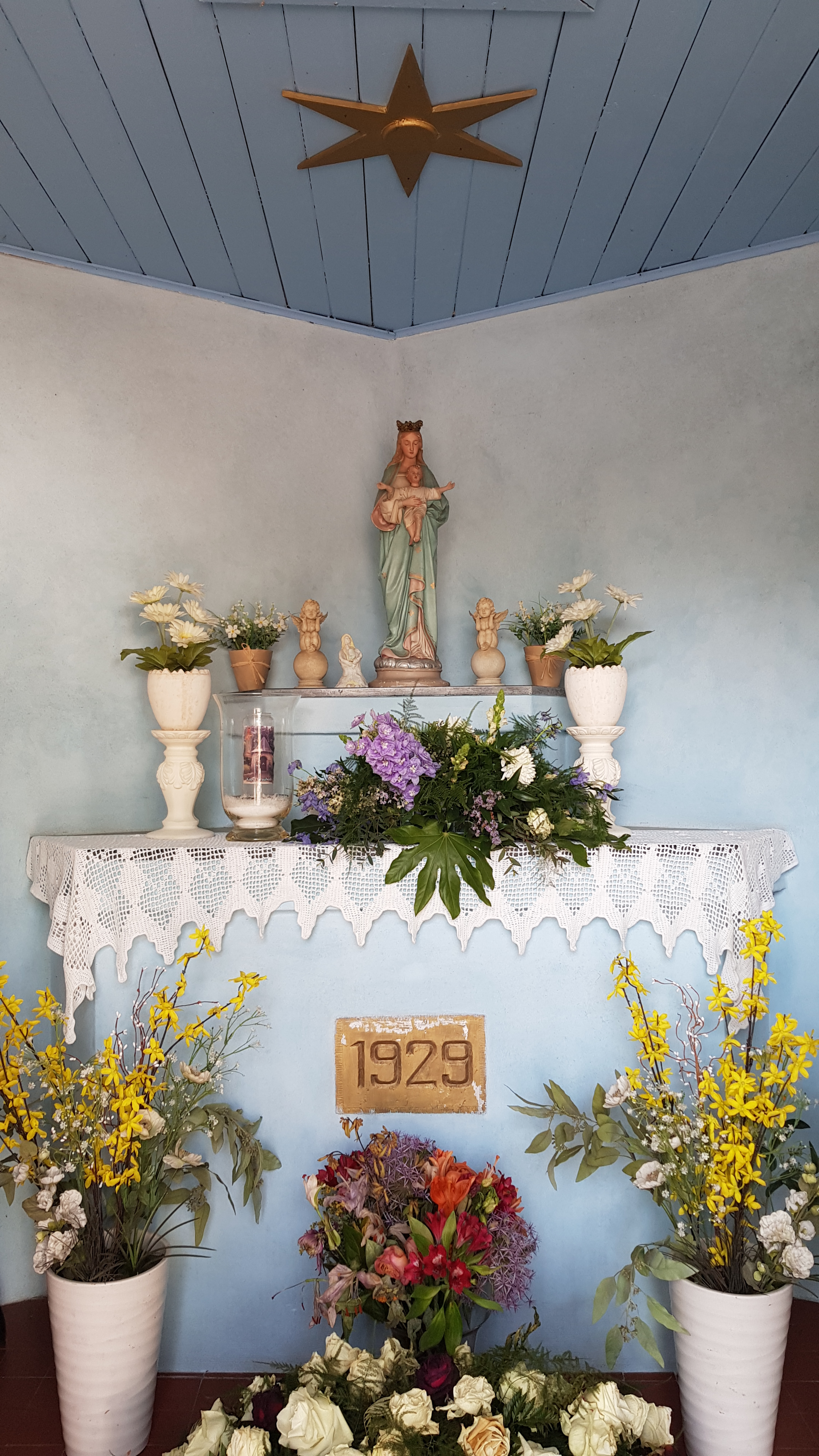
interieur

De Mariakapel Craubeek is een kapel in Nederlands Zuid-Limburg in de gemeente Voerendaal. De wegkapel staat midden in Craubeek aan een splitsing van drie wegen. De kapel staat midden in de laagte van Craubeek in het gebied tussen het Centraal Plateau en het Plateau van Ubachsberg.
Op de heuvel op ongeveer 600 meter naar het oosten staat de Sint-Remigiuskerk van Klimmen.

## Geschiedenis
Vroeger bevond zich op deze plaats de dorpspoel waar de mensen hun drinkwater kwamen halen.
Vanaf 1879 stond er op deze plaats een grote lindeboom met daaronder een kruis.
In 1929 werd de kapel gebouwd. De gebruikte kalksteenblokken kwamen uit de groeve Het Kalkwerk bij Kaardenbeek. Het kruis werd toen verplaatst naar de andere splitsing van Craubeek van de Craubekerstraat met de Kaardenbekerweg.
Omstreeks de Tweede Wereldoorlog werden er drie beukenbomen achter de kapel geplant.
In 1977 werd de kapel gerenoveerd.

## Gebouw
De kapel is opgetrokken op een vijfhoekig grondplan en wordt gedekt door een zesvlakkig tentdak van leien. Bovenop de punt van het tentdak is een klokkenstoel gebouwd in de vorm van een klein zadeldak. In deze dakruiter is een klokje opgehangen.
De muren van de kapel zijn opgetrokken in Kunrader kalksteen en wijken allemaal een beetje naar binnen. Aan de voorzijde is de kapel open en afgesloten door middel van een ijzeren traliehek. Boven de ingang heeft men de tekst "Ave Maria" aangebracht.
Rond de kapel heeft men een laag muurtje opgetrokken met brokken Kunrader kalksteen.
Van binnen heeft men de kapel wit geschilderd en is er een altaar ingericht waarop een Mariabeeldje is geplaatst.